# Allocasuarina
Allocasuarina é um género botânico pertencente à família Casuarinaceae.

## Espécies
- Allocasuarina acutivalvis (F.Muell.) L.Johnson
- Allocasuarina brachystachya
- Allocasuarina campestris (Diels) L. Johnson
- Allocasuarina decaisneana (F. Muell.) L. Johnson
- Allocasuarina decussata (Benth.) L. Johnson
- Allocasuarina defungens L. Johnson
- Allocasuarina diminuta
- Allocasuarina distyla (Vent.) L. Johnson
- Allocasuarina fraseriana (Miq.) L. Johnson
- Allocasuarina glareicola L. Johnson
- Allocasuarina gymnanthera
- Allocasuarina helmsii
- Allocasuarina huegeliana (Miq.) L. Johnson
- Allocasuarina humilis
- Allocasuarina inophloia
- Allocasuarina littoralis (Salisb.) L. Johnson
- Allocasuarina lehmanniana
- Allocasuarina luehmannii
- Allocasuarina mackliniana
- Allocasuarina microstachya
- Allocasuarina monilifera
- Allocasuarina muelleriana (Miq.) L. Johnson
- Allocasuarina nana (Sieb. ex Spreng.) L. Johnson
- Allocasuarina ophiolitica
- Allocasuarina paludosa (Sieber ex Sprengel) L. Johnson
- Allocasuarina pinaster
- Allocasuarina portuensis L. Johnson
- Allocasuarina pusilla (Macklin) L. Johnson
- Allocasuarina rigida (Miq.) L. Johnson
- Allocasuarina rupicola
- Allocasuarina simulans
- Allocasuarina striata
- Allocasuarina thalassoscopica
- Allocasuarina thuyoides
- Allocasuarina torulosa (Ait.) L. Johnson
- Allocasuarina verticillata (Lam.) L. Johnson